# Marjayoun
Marjayoun (en arabe : مرج عيون, qui signifie « terre de source ») est une ville de la muhafazah de Nabatieh au Liban. Elle se situe à 10 km de la frontière avec Israël.
Marjayoun est une ville chrétienne avec une population dans les années 2000 de 3 000 habitants de confessions différentes : Grec-Orthodoxe, Maronite et Catholique, avec une minorité de musulmans, druzes pour la plupart. Marjayoun possède la Cathédrale historique de Saint-Pierre.

## Situation géographique
Marjayoun est sur une colline faisant face :
- à l'Est : au Mont Hermon ;
- à l'Ouest : au Château de Beaufort, vieux Château de l'époque des Croisades (soit environ 1 000 ans) situé au-dessus du fleuve Litani et au Mont-Amel (Jabal Amel) ;
- au Nord : Aux sommets de Rihan et Niha et à la chaîne du Mont-Liban ;
- au Sud : au plaines fertiles de Marjayoun qui s'étendent vers les plaines de la Galilée et le Plateau du Golan.

La ville est le point le plus méridional du sentier de grande randonnée Lebanon Mointain Trail qui parcourt le pays. 

## Histoire

### Croisades
Le 10 juin 1179, la bataille de Marj Ayoun fut une victoire de l'Ayyoubide Saladin contre une armée croisée conduite par le roi Baudouin IV de Jérusalem.

### Campagne de Syrie
Durant la campagne de Syrie de 1941, la ville est prise le 10 juin 1941 par l'armée australienne puis que de violents combats ont opposé l'armée de Vichy et les forces du Commonwealth britannique au nord de la ville le 14 et 15 juin.

### Guerre civile
La ville a été le siège de l'armée du Liban sud de 1976 à 2000 et a été occupée par Israël de 1985 jusqu'au 24 mai 2000, date du retrait de l'armée israélienne du Liban du Sud et la prise de contrôle par le Hezbollah.

### Conflit israélo-libanais de 2006
Lors du conflit israélo-libanais de 2006, la ville a été témoin de combats.
Le 10 août 2006, voulant contourner les villes chiites, surtout Khiam, et voulant atteindre le Litani par le chemin le plus court, l'armée israélienne s'engage au petit matin dans la ville chrétienne de Marjayoun et prend le contrôle de la caserne de l'armée libanaise où se trouvait 350 militaires. Deux soldats sont blessés dans la localité et sept soldats d'un convoi logistique seront blessés à proximité de la localité par un tir de missiles.
Le 11 août 2006, un accord est passé entre la Force intérimaire des Nations unies au Liban, le Hezbollah et Israël. Les habitants, civils et militaires, peuvent partir vers le Nord en toute sécurité.
Un convoi de 759 voitures escortées par deux véhicules de la FINUL emportant de l'ordre de 3 000 personnes quittent la ville. Le convoi atteint Hasbaya, à 13 km de Marjayoun. Le convoi se fait attaquer à 30 km de Hasbaya. Les autorités libanaises parlent de neuf bombes, les deux premières ayant frappé la première et la dernière voiture. On compte 7 morts et 36 blessés parmi les occupants du convoi.
En 2007, elle fait partie du secteur de compétence du contingent des forces armées espagnoles de la FINUL.